# Rio Gagu
O Rio Gagu é um rio da Romênia, afluente do Prahova, localizado no distrito de Prahova.